# 硬头黄竹
硬头黄竹（学名：Bambusa rigida）为禾本科簕竹属下的一个种。其种加词“rigida”来源于拉丁文“rigidus”，意为“坚硬的，僵硬的”。